# Calbraith Rodgers

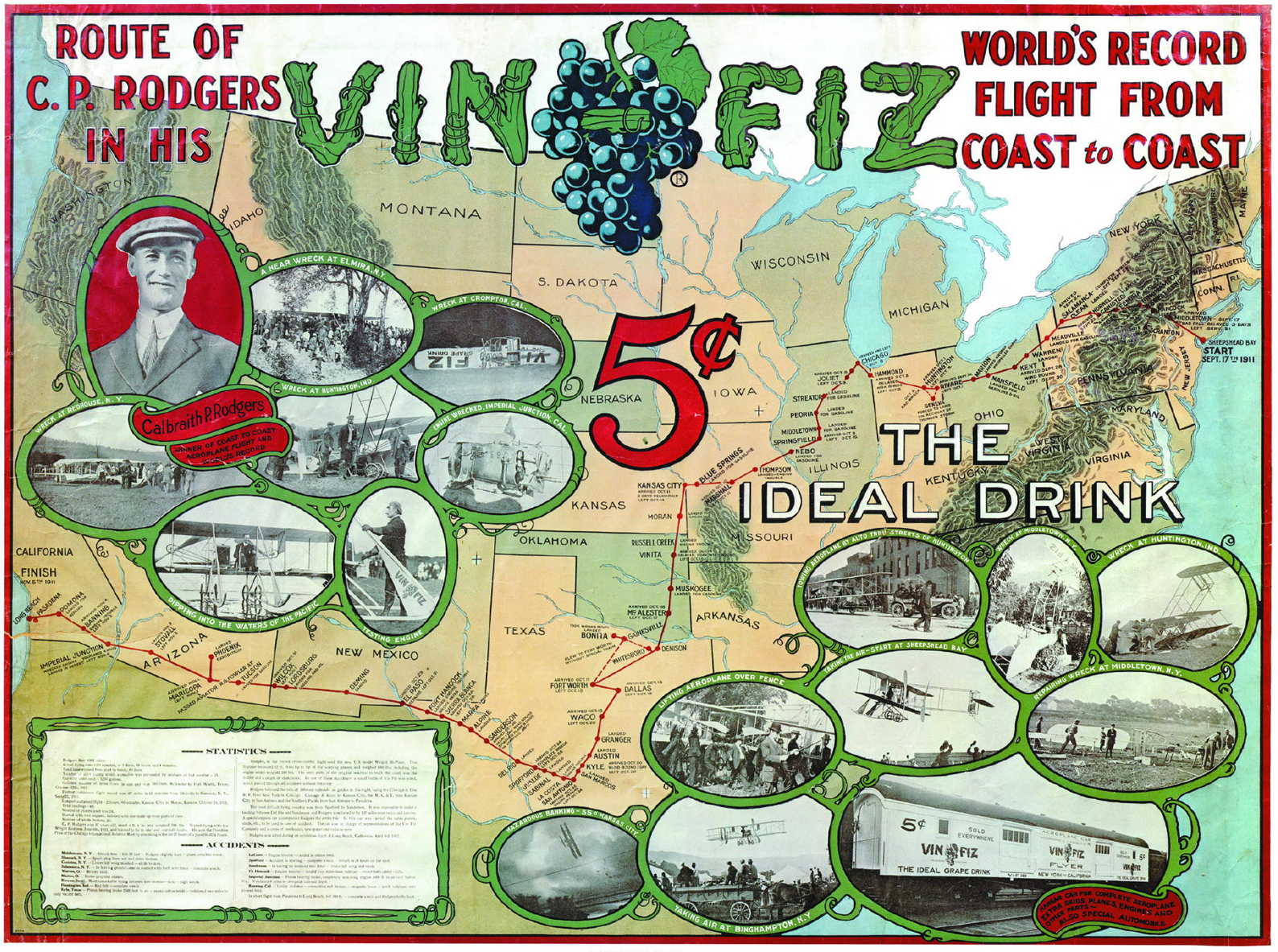
Reclameposter voor de eerste transcontinentale vlucht.

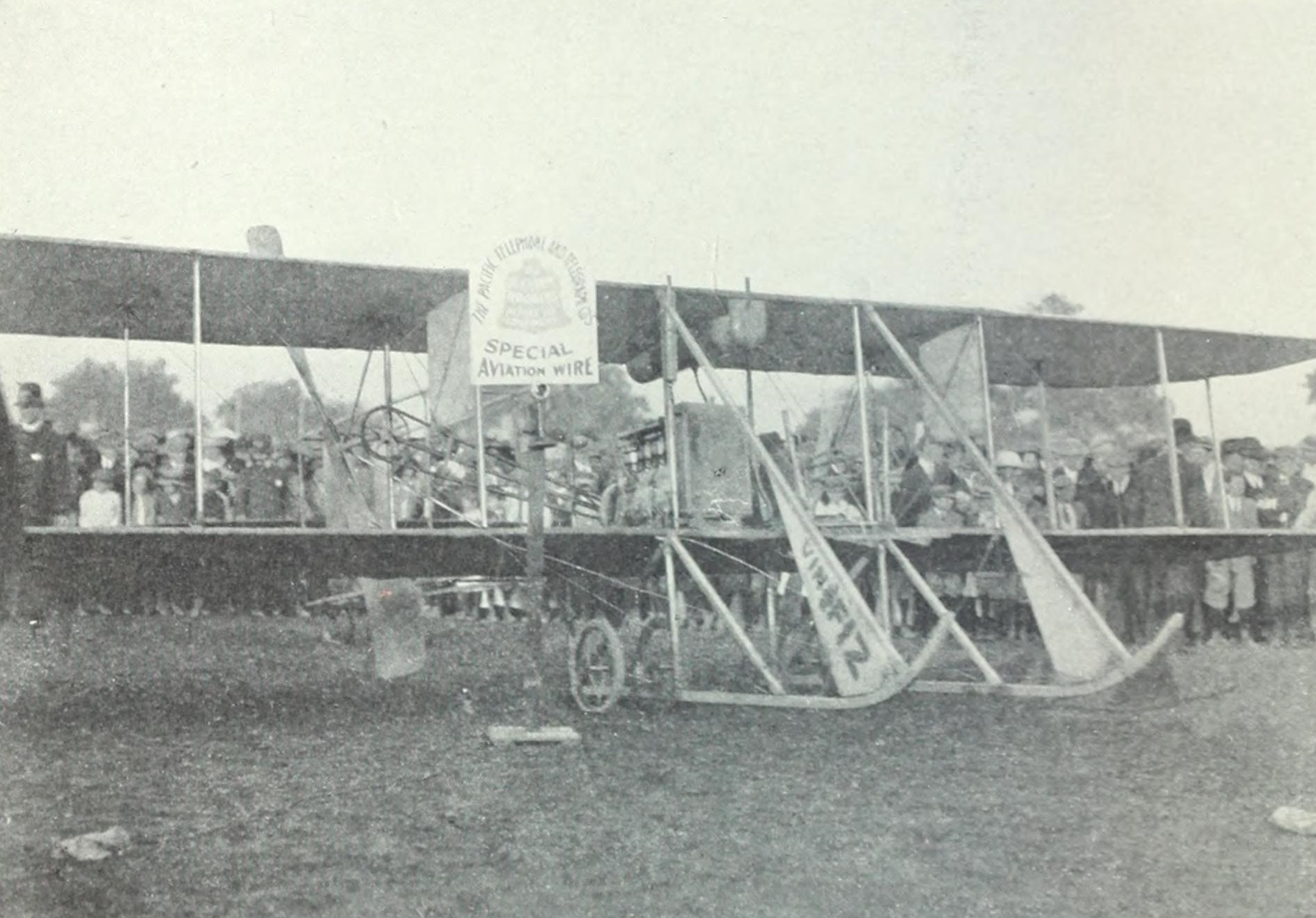
De Vin Fiz in Pasadena.

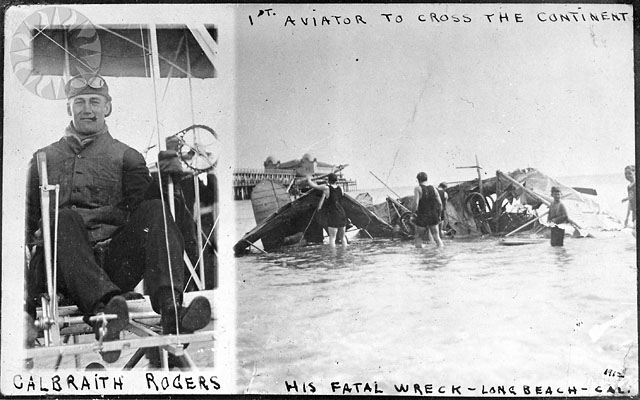
Het vliegtuigwrak na het ongeval op 3 april 1912.

Calbraith Perry Rodgers (Pittsburgh (Pennsylvania), 12 januari 1879 – Long Beach (Californië), 3 april 1912) was een Amerikaanse luchtvaartpionier. Hij maakte in 1911 de eerste transcontinentale vlucht in de Verenigde Staten. De vlucht duurde van 17 september tot 5 november 1911 en telde tientallen geplande en ongeplande tussenstops. Deze prestatie maakte hem nationaal bekend. Een paar maanden later kwam hij om het leven bij een vliegtuigongeval in Californië.
Hij werd op 12 januari 1879 geboren. Zijn vader was een kapitein in het leger, maar hij overleed een paar maanden voor zijn geboorte, en zijn moeder Maria Chambers Rodgers. In 1902 ging hij bij zijn moeder en zijn zus wonen in New York. Hij zeilde, reed motor en auto’s. In 1906 trouwde hij met Mabel Avis Graves, maar het stel bleef kinderloos. Ze woonden in Havre de Grace in de Amerikaanse staat Maryland.
Na zijn bezoek aan zijn neef raakte hij geïnteresseerd in vliegen. Hij kreeg 90 minuten vliegles van Orville Wright en kocht samen met zijn neef een Wright Flyer. Op 7 augustus 1911 behaalde hij zijn vliegbrevet.
Op 10 oktober 1910 loofde de Amerikaanse uitgever William Randolph Hearst een prijs uit van  US$ 50.000 voor de eerste vliegenier die van kust naar kust zou vliegen binnen een periode van 30 dagen. Rodgers raakte geïnteresseerd en zocht een sponsor. De industrieel J. Ogden Armour was bereid financieel bij te springen en in ruil noemde Rodgers zijn vliegtuig Vin Fiz, een frisdrank van zijn geldschieter.
Op 17 september 1911 vertrok Rodgers vanuit Long Island. Hij volgde hierbij de spoorwegen. Zijn luchtreis werd op land gevolgd door een trein met drie wagons, met slaapvertrekken en reserve onderdelen. Charles Taylor ging mee om het vliegtuig te onderhouden. Op 8 oktober 1911 kwam het vliegtuig in Chicago aan en de publieke belangstelling voor zijn vlucht nam sterk toe.
Van Chicago vloog hij zuidwaarts om zo de Rocky Mountains te vermijden. Via Texas bereikte hij Pasadena (Californië) op 5 november 1911. Om 16:04 uur landde hij daar onder het toeziend oog van 20.000 toeschouwers. De volgende dag vertrok hij, maar in Compton stortte hij neer. Het vliegtuig was zwaar beschadigd, hij zwaar gewond en het duurde tot 10 december 1911 voordat de kust bij Long Beach werd bereikt. Hier werd hij opgewacht door 50.000 mensen. Tijdens zijn transcontinentale vlucht had hij 70 stops gemaakt en diverse crashes en technische problemen moeten doorstaan. De hele vlucht was zo'n 6500 kilometer lang en zijn echte vliegtijd was vier dagen, 10 uur en vier minuten of net iets meer dan 106 uur.
Op 3 april 1912 maakte hij een vlucht bij Long Beach. Zijn vliegtuig kwam in een zwerm vogels terecht waardoor hij neerstortte in de Stille Oceaan. Hij brak hierbij zijn nek en overleed op een paar honderd meter afstand van de plaats waar hij de eerste transcontinentale vlucht had beëindigd. Rodgers werd begraven in Pittsburgh.